# Ушаки (Волгоградская область)
Ушаки — хутор в Даниловском районе Волгоградской области России. Входит в состав Профсоюзнинского сельского поселения.

## География
Хутор находится в северной части Волгоградской области, в степной зоне, в пределах Хопёрско-Бузулукской равнины, на левом берегу реки Бузулук, на расстоянии примерно 30 километров (по прямой) к северо-западу от рабочего посёлка Даниловка, административного центра района. Абсолютная высота — 136 метров над уровнем моря.
Часовой пояс
Хутор Ушаки, как и вся Волгоградская область, находится в часовой зоне МСК (московское время). Смещение применяемого времени относительно UTC составляет +3:00.

## Население
| 2010 |
| ---- |
| 0    |